# Gemenebest van Onafhankelijke Staten
Het Gemenebest van Onafhankelijke Staten (GOS) (Russisch: Содружество Независимых Государств; Engels: Commonwealth of Independent States, CIS) is een los verband van voormalige Sovjetrepublieken dat ontstond bij het uiteenvallen van de Sovjet-Unie in december 1991.
Op 8 december 1991 ondertekenden de leiders van Rusland, Oekraïne en Wit-Rusland in een staats-datsja aan de rand van het Woud van Białowieża een akkoord dat leidde tot de oprichting van het Gemenebest van Onafhankelijke Staten. Dit akkoord staat ook wel bekend als het Akkoord van Białowieża. Op 26 december trad Michail Gorbatsjov af en hield de Sovjet-Unie feitelijk op te bestaan en veranderde het verband in het Gemenebest van Onafhankelijke Staten.
Het verdrag erkende de soevereiniteit van elke deelnemende staat, en aldus betekende het het afschaffen van de Sovjet-Unie. Misschien was het GOS wel bedoeld als een confederatie, maar in de praktijk bleven de gedelegeerde bevoegdheden behandeld door de individuele staten en was het GOS dus een lege doos. Het belangrijkste aspect van het akkoord is de vrijhandelszone die men wil creëren in de voormalige Sovjet-Unie. Voorlopig blijft dat beperkt tot de zogenoemde gemeenschappelijke economische ruimte, een economisch samenwerkingsconcept tussen Rusland, Wit-Rusland en Kazachstan. Het idee tot deze Euraziatische Economische Unie werd door de Russische president Vladimir Poetin gelanceerd en werd door zijn collega's uit voornoemde landen gesteund.

## Lotgevallen van de diverse lidstaten
- De Baltische staten: Estland, Letland en Litouwen, traden niet toe. Deze landen traden in 2004 toe tot de NAVO en de Europese Unie.
- In de Russische Federatie is in de jaren negentig een begin gemaakt met een meerpartijendemocratie, maar dit proces is onder Poetin effectief gestopt met alleen een gedoogoppositie die het regime niet kan bedreigen. Een opstand van de islamitische Tsjetsjenen in de Kaukasus werd eerst onder Jeltsin en later onder Poetin bestreden, waarbij de Tsjetsjeense hoofdstad Grozny zware schade opliep. Dankzij de hoge grondstofprijzen groeide de Russische economie eerst sterk, maar door de kredietcrisis heeft deze net als in andere landen grote klappen gekregen.
- Oekraïne heeft het oprichtingsstatuut in 1991 geratificeerd maar is nooit volledig lid geworden omdat het het lidmaatschapsstatuut nooit geratificeerd heeft. Tussen 1994 en 2018 was het een geassocieerd lid. In Oekraïne brak in 2004 de Oranjerevolutie uit toen de zittende president door mogelijke verkiezingsfraude aan de macht wilde blijven; deze werd alsnog tot aftreden gedwongen. Sinds de Euromaidan-revolutie in 2014, de Russische annexatie van de Krim en de oorlog in de Donbas deed Oekraïne niet meer mee in het GOS en trok het zich er geheel uit terug in 2018. Oekraïne zette na de Oranjerevolutie een koers in naar Westerse integratie en sloot in 2014 de Associatieovereenkomst tussen de Europese Unie en Oekraïne.
- Georgië was van 1993 tot 2009 lid van het GOS. Het land trad toe nadat Rusland de Georgische regering te hulp schoot in het bestrijden van paramilitaire milities tijdens de Georgische burgeroorlog. De relatie met Rusland is sindsdien gespannen gebleven. Opvolgende regeringen hebben zich na de Rozenrevolutie van 2003 georiënteerd op het Westen, en het land integreert geleidelijk met de NAVO en de Europese Unie. De opbouw van integer, democratisch en rechtstatelijk bestuur en een moderne economie gaat moeizaam. Het land zou graag lid worden van de NAVO om zijn veiligheid te garanderen, maar dat vonden een aantal NAVO-lidstaten een brug te ver en een risico ten aanzien van de Russische kritiek daarop.[1] Naar aanleiding van de oorlog tussen Georgië en Rusland over Zuid-Ossetië besloot de Georgische regering op 12 augustus 2008 om het GOS te verlaten. Het uittredingsproces werd in 2009 afgerond.[2]
- Moldavië, het armste land van Europa, kreeg begin jaren negentig te maken met een oorlog en afscheiding van Transnistrië en een gewapend conflict in Gagaoezië. Het kende een moeizame eerste twee decennia van de 21e eeuw om de diepgewortelde corruptie aan te pakken en zich te ontworstelen van de Russische greep op de politiek en maatschappij. Het land slingerde heen en weer tussen de wens tot Europese toenadering en toenadering tot Rusland. Op 15 mei 2023 maakte Moldavië bekend uit het verbond te willen stappen.[3] In juli 2023 besloot Moldavië zich terug trekken uit drie GOS-verdragen.[4]
- De Centraal-Aziatische republieken worden nog steeds zeer autoritair geregeerd, veelal met bijbehorende persoonlijkheidscultus. Turkmenistan heeft het oprichtingsstatuut in 1991 geratificeerd en is sinds 2005 geassocieerd lid, maar is nooit volledig lid geworden omdat het land het lidmaatschapsstatuut nooit geratificeerd heeft.
- Armenië en Azerbeidzjan raakten in de jaren negentig verwikkeld in een ernstig territoriaal geschil over Nagorno-Karabach.
- Wit-Rusland is de GOS-staat waar sinds 1991 het minst veranderd lijkt, en wordt ook wel aangeduid als 'de laatste dictatuur in Europa'.

Oekraïne, Georgië en Moldavië hebben sinds 2014 een associatieverdrag met de Europese Unie, visumvrij reizen met de Schengen-zone en deden tijdens de Russische invasie van Oekraïne sinds 2022 een aanvraag naar het EU-lidmaatschap.

## Lidstaten

### Lidstaten
- Armenië (1991)
- Kazachstan (1991)
- Kirgizië (1991)
- Moldavië (1994)
- Rusland (1991)
- Tadzjikistan (1991)
- Wit-Rusland (1991)
- Azerbeidzjan (1993)
- Oezbekistan (2000)

### Geassocieerd lid
- Turkmenistan (1991, sinds 2005 geassocieerd lid)
- Oekraïne (1991, tussen 1994 en 2018 geassocieerd lid)

### Voormalig lid
- Georgië (1993-2008)

## Secretaris-generaal van het GOS
| Naam                          | Land        | Termijn                          |
| ----------------------------- | ----------- | -------------------------------- |
| Ivan Korotsjenja              | Wit-Rusland | 26 december 1991 - 29 april 1998 |
| Boris Berezovski              | Rusland     | 29 april 1998 - 4 maart 1999     |
| Ivan Korotsjenja (waarnemend) | Wit-Rusland | 4 maart - 2 april 1999           |
| Joeri Jarov                   | Rusland     | 2 april 1999 - 14 juni 2004      |
| Vladimir Roesjajlo            | Rusland     | 14 juni 2004 - 5 oktober 2007    |
| Sergej Lebedev                | Rusland     | sinds 5 oktober 2007             |